# یوشانلو (سلماس)
یوشانلو، روستایی است از توابع بخش مرکزی شهرستان سلماس استان آذربایجان غربی ایران.

## جمعیت
این روستا در دهستان لکستان قرار داشته و بر اساس سرشماری سال ۱۳۸۵ جمعیت آن ۲۶۹نفر (۶۵ خانوار) 
بوده‌است.